# Ploho
Ploho is een postpunkband afkomstig uit Novosibirsk, Rusland. De band werd opgericht in 2013 door Viktor Uzhakov, Andrei Smorgonsky en Igor Starshinov. 
Leden van de band speelden een gastrol in de film Isaac van de Litouwse regisseur Jurgis Matulevičius.

## Discografie
Studioalbums
- 2016 — Культура доминирования
- 2017 — Бумажные бомбы
- 2018 — Куда птицы улетают умирать
- 2019 — Пыль

Ep's
- 2014 — Смирение и отрицание
- 2015 — Ренессанс